# Herbert Gropp
Herbert Ernst Gropp (* 13. Dezember 1908 in Hermannsdorf; † 27. Juni 1940 bei Graal) war ein deutscher Ingenieur und Flugzeugkonstrukteur.

## Leben
Gropp kam als Sohn des Prokuristen Ernst Gustav Gropp zur Welt und wuchs in Siebenhöfen auf. Von 1914 bis 1921 absolvierte er die Volksschule in Geyer und anschließend die Verbands-Realschule in Thum, wo er 1926 die Obersekundareife erlangte. Seinem Berufswunsch Flugzeugbauingenieur entsprechend absolvierte er ab 1926 ein achtzehnmonatiges Volontariat bei der Junkers Flugzeugwerk AG in Dessau. In dieser Zeit war er auch Mitglied des örtlichen Interessenverbands für Segelflug und durchlief in Steutz eine Flugausbildung auf dem Schulgleiter „Hangwind“, mit dem er das Gleitfliegerabzeichen A erflog. Auch arbeitete Gropp 1926 und 1927 bei den jährlich stattfindenden Rhönwettbewerben auf der Wasserkuppe, an denen der Interessenverband mit den Seglern „Der Dessauer“ und „Anhalt“ teilnahm, als Helfer.
Mit Beendigung des Volontariats im September 1927 verließ er im Oktober den Verein und begann an der Staatlichen Akademie für Technik in Chemnitz das Studium zum Maschineningenieur. An der Einrichtung existierte seit 1928 eine Flugtechnische Arbeitsgemeinschaft (FAG), der er beitrat. Nebenbei belegte Gropp an der Jenaer Fernschule von 1928 bis 1930 ein Sonderstudium in der Abteilung Luftfahrerschule. Zusätzlich, um seine praktischen Fähigkeiten zu verbessern, arbeitete er in den Sommerferien in Tannenberg in einer Schlosserei mit Reparaturwerkstatt. Die bei dieser Tätigkeit erworbenen Fähigkeiten ermöglichten ihm den Bau seiner ersten beiden Flugzeugkonstruktionen: einem leichten Doppeldecker, der von 1929 bis 1930 entstand, sowie dem Motorgleiter „Zaunkönig“ von 1930, den er der FAG Chemnitz übereignete. Im März 1931 beendete Gropp erfolgreich sein Studium und trat im Anschluss eine Entwicklertätigkeit von Zweitaktmotoren in der Versuchsabteilung der DKW-Motorenwerke in Zschopau an, die er bis 1933 ausübte. Zum Anfang des Jahres 1934 fand er eine Anstellung als technischer Angestellter bei den Junkers Flugzeugwerken. In das gleiche Jahr fiel auch seine Heirat mit Charlotte Pönisch.
Durch einen von Gropp geschriebenen und in der Luftfahrtzeitschrift Flugsport veröffentlichten Artikel wurde dessen Herausgeber Oskar Ursinus auf ihn aufmerksam und bot ihm eine Anstellung bei seiner Zeitung an. Gropp beendete darauf im Dezember 1935 sein Beschäftigungsverhältnis bei Junkers und wurde im Januar des Folgejahres in Frankfurt am Main Redaktionsingenieur beim Flugsport. Gleichzeitig beschäftigte er sich als Assistent von Oskar Ursinus am Muskelkraft-Institut der Polytechnischen Gesellschaft zu Frankfurt a.M. durch den Bau von Versuchs- und Messgeräten, die er auch selbst testete, mit dem Problem des Muskelkraftfluges. Als Redaktionsingenieur gehörte der Besuch von internationalen Messen und Ausstellungen zum Informationsgewinn im Luftfahrtbereich zu seinen Aufgaben. Im Juni 1938 gab Gropp seine Tätigkeit in Frankfurt auf und wechselte zu den Ernst Heinkel Flugzeugwerken nach Rostock, wo er Projektingenieur in der Entwurfsabteilung wurde.
Gropp starb am 27. Juni 1940 bei einem Testflug mit der He 177 V2. Der schwere Bomber stürzte aufgrund falsch eingestellter Luftschrauben vor Graal in die Ostsee. Bei der Katastrophe kam auch der Heinkel-Werkspilot und älteste Sohn von Oskar Ursinus, Frithjof Ursinus, ums Leben. Gropps Sohn Herbert wurde fünf Monate nach seinem Tod geboren.